# Solfeggietto
Solfeggietto (H 220, Wq. 117: 2) je kratka solistična skladba za glasbila s tipkami v c-molu, ki jo je leta 1766 napisal Carl Philipp Emanuel Bach. Po knjigi Carl Philipp Emanuel Bach: A Guide to Research, Doris Bosworth Powers, je pravi naslov dela Solfeggio, čeprav se uporablja naslov Solfeggietto. Owens je v knjigi Bebop: The Music and Its Players skladbo opredelil kot tokato.
Delo je nekoliko nenavadno za skladbo za glasbila s tipkami, ker so glavna tema in nekatere druge pasaže v celoti monofonične t. j. samo ena nota je zaigrana naenkrat. Skladbo pogosto izvajajo učenci klavirja, pojavlja pa se v številnih antologijah; pedagoško skladba spodbuja igranje šestnajstink z izmenjevanjem rok.
Solfeggietto je najbolj znano delo Carla Philippa Emanuela Bacha. Paul Corneilson je tako uvod knjige The Essential C.P.E. Bach podnaslovil z "Beyond the Solfeggio in C Minor". Owens je Solfeggietto prav tako opisal kot Bachovo najbolj poznano delo.